# Лукомский, Яков Ильич
Яков Ильич Лукомский (1906—1961) — советский учёный, статистик, доктор экономических наук. Разработал способы построения индексов производительности труда и методы статистического контроля качества продукции, исследовал возможности применения методов корреляции к анализу производства.

## Биография
Яков Лукомский родился в 1906 году. В 1922 году окончил школу.
В 1930 году окончил Московский государственный университет по специальности «Математическая статистика и чистая математика».
С 1927 года, ещё будучи студентом Московского университета начал работать Центрально научно-исследовательской психофизиологической лаборатории Народного комиссариата путей сообщений, которая позже была преобразована в Центральный институт труда НКПС.
До 1935 года работал заведующим статистическим отделом Наркомата путей сообщений, который занимался анализом и математической обработкой психотехнических и медицинских измерений.
Параллельно с научной работой Лукомский преподавал в московских вузах. С 1935 по 1941 год он работал на кафедре статистики и учета Московского планового института. Именно в этот период произошла смена его научных интересов — он начал активно изучать теорию распределения и выборки. С 1941 по 1949 годы работал в Московском авиационном институте, где читал курсы теоретической и промышленной статистики, а также участвовал в создании курса «Экономика авиационной промышленности».
В 1947 году защитил диссертацию на соискание учёной степени доктора экономических наук по теме «Теория парциальных индексов».
С 1949 по 1956 годы Лукомский занимал должность профессора кафедры экономики и организации машиностроительного производства Московского автомеханического института. Основным направлением его научных исследований в этот период было использование методов математической статистики в технических науках. Итогом этой работы стал созданный им курс «Математическая статистика в технике» и серия научных публикаций.
В 1958—1960 году Лукомский возглавлял кафедру математики в Московском экономико-статистическом институте и Московском государственном экономическом институте, где преподавал курсы математики, теории вероятностей и математической статистики. В эти годы его внимание было сосредоточено на вопросах статистического анализа качества продукции.

## Научная деятельность
В 1930-х годах научные интересы Лукомского были сосредоточены на применении методов математической статистики для решения вопросов психофизиологии. В результате проведенных исследований было опубликовано четыре научные работы, посвященные изучению профессиональной пригодности. Научная новизна этих трудов заключалась в использовании множественной корреляции для анализа соответствующих данных.
В 1940-х годах научные интересы Лукомского были сосредоточены на статистическом анализе вопросов производительности труда.
В период с 1945 по 1947 годы Л. разработал и издал учебные пособия, посвящённые рядам распределения и теоретическим основам корреляции. Эти труды стали фундаментом для последующих научных изысканий учёного, направленных на изучение возможностей применения корреляционного анализа в производственных исследованиях.
В 1958 году была опубликована одна из наиболее значимых его работ — «Теория корреляции и её применение к анализу производства», в которой автор обобщил результаты своих научных исследований. Эта книга представляет собой глубокое и всестороннее исследование теории корреляции и возможностей её практического применения для решения технологических и экономических задач.

## Основные труды
- Введение в теорию статистики: Ряды распределения. (Учебное пособие) / Д-р экон. наук Я. И. Лукомский ; Моск. ордена Ленина авиац. ин-т им. Серго Орджоникидзе. — Москва: МАИ, 1947. — 100 с.
- Теория корреляции: Основы стат. изучения связи между величинами/ проф. д-р экон. наук Я. И. Лукомский ; Моск. ордена Ленина авиац. ин-т им. С. Орджоникидзе. — Москва: светогр. Госздравпроекта, 1948. — 175 с
- Теория корреляции и ее применение к анализу производства/ Я. И. Лукомский — Москва: Госстатиздат, 1958. — 388 с
- Теория корреляции и ее применение к анализу производства / Я. И. Лукомский — 2-е изд. — Москва: Госстатиздат, 1961. — 375 с.